# Hannah Taylor-Gordon
Hannah Taylor-Gordon, född 6 mars 1987 i London i Storbritannien, är en engelsk skådespelare.

## Biografi
När Hannah fyllt två år flyttade familjen till London där hon sedan växte upp. När hon var 4 år flyttade de till Lincoln i Lincolnshire för att de ville uppleva det riktiga England. Hennes intresse för teater väcktes tidigt, och hon började i en teatergrupp som 5-åring. När hon var sju fick hon sin första filmroll, en liten roll i Fyra bröllop och en begravning. Sedan dess har hon bland annat spelat Anne Frank i en TV-serie, Anne Frank: The whole story.